# Kuttsjön
Kuttsjön är en sjö i Örnsköldsviks kommun i Ångermanland och ingår i Gideälvens huvudavrinningsområde. Sjön har en area på 0,0689 kvadratkilometer och ligger 275 meter över havet.

## Delavrinningsområde
Kuttsjön ingår i det delavrinningsområde (709966-162477) som SMHI kallar för Utloppet av Kuttsjön. Medelhöjden är 277 meter över havet och ytan är 0,22 kvadratkilometer. Det finns inga avrinningsområden uppströms utan avrinningsområdet är högsta punkten. Vattendraget som avvattnar avrinningsområdet har biflödesordning 6, vilket innebär att vattnet flödar genom totalt 6 vattendrag innan det når havet efter 117 kilometer. Avrinningsområdet består mestadels av skog (68 procent). Avrinningsområdet har 0,07 kvadratkilometer vattenytor vilket ger det en sjöprocent på 31,8 procent.